# Tepui Wei-Assipu
Wei-Assipu é um tepui localizado no Brasil na fronteira com a Guiana, próximo à tríplice fronteira com a Venezuela. É conhecido também como Roraiminha, comparando-o com o irmão maior, Monte Roraima. 